# Марк Сергий Есквилин
Марк Сергий Есквилин (на латински: Marcus Sergius Esquilinus) e римски политик.
Произлиза от древния патрицииски римски род Сергии. През 450 пр.н.е. и 449 пр.н.е. той е децемвир. Участва в подобрението на закона на дванадесетте таблици.